# Шербанешти (Рочу)
Шербанешти (рум. Șerbănești) насеље је у Румунији у округу Арђеш у општини Рочу. Oпштина се налази на надморској висини од 242 m.

## Становништво
Према подацима из 2002. године у насељу је живело 1088 становника, од којих су сви румунске националности.